# Прискорення (фільм, 2015)
Прискорення (англ. Momentum) — південноафрикансько-американський дебютний фільм режисера Стівена Кампанелли з  Ольгою Куриленко, Морганом Фріменом і Джеймсом Пюрфоєм у  головних ролях.

## Сюжет
Першокласна злодійка із загадковим минулим Алекс (Ольга Куриленко) довгі роки ховалася у тіні під безліччю псевдонімів, беручись за найвигідніші справи. В один прекрасний момент дівчина вирішує піти з небезпечного бізнесу, бажаючи почати нове життя. До неї з дуже привабливою пропозицією звертається колишній напарник, що пропонує повернутися до грабежів заради останньої справи — пограбувати сховище і забрати безцінну жменю діамантів. При спробі викрадення партії діамантів у Кейптауні спрацює сигналізація. Однак вона дуже швидко здогадується, що справжня мета цього ризикованого злочину — зовсім не діаманти.
Незабаром на Алекс відкриває полювання секретна організація, однак потрібні їм зовсім не камінчики, а інформація, що зберігалася поряд з ними. Злодійка стає мішенню для найкращих найманих убивць світу. Її переслідує професійний убивця містер Вашингтон, який очолює таємничий міжнародний синдикат і веде полювання за якимось безцінним ключем.   
Тепер Алекс має з'ясувати справжні мотиви для того пограбування, розкрити всі таємниці організації, що переслідує її і вийти на керівників агентства, що обіцяють круглу суму за її голову.

## У ролях
| Актор            | Роль                   |
| ---------------- | ---------------------- |
| Ольга Куриленко  | Алекс Фарадей          |
| Морган Фрімен    | Сенатор                |
| Джеймс Пюрфой    | Вашингтон              |
| Дженна Сараса    | Джессіка               |
| Карл Танінґ      | Дуґ МакАртур           |
| Джо Ваз          | Менеджер Банку         |
| Лі Равів         | Маленька дівчина       |
| Лі-Енн Саммерс   | Пенні                  |
| Сабіна Палфі     | Телекоментатор         |
| Меріен Фрізелл   | помічник сенатора      |
| Ліза Леонард     | Ліза                   |
| Деніел Фокс      | Амфетамін              |
| Ґреґ Крік        | Монро                  |
| Ґрант Робертс    | Агент секретної служби |
| Колін Мосс       | Кевін Фуллер           |
| Шеллі Ніколь     | пані Клінтон           |
| Єва-Марі Фредрік | Дружина сенатора       |
| Кінґслі Пірсон   | Мет'ю Фуллер           |
| Аннелі Мюллер    | Молода жінка в банку   |
| Ділан Еді        | Black Hat              |
| Річард Лотіан    | Джефферсон             |
| Ансельмо Мартіні | Держслужбовець         |
| Бретт Вільямс    | Теллер                 |
| Гломла Дандан    | Медісон                |
| Тудор Петрут     | Урядовець              |
| Саша Расмуссен   | Чілдресс               |
| Брендан Мюррей   | Рей Келлі              |
| Ґрант Орпен      | Мотоцикліст            |
| Робі Вайатт      | Дружина сенатора       |